# Tibidabo
Il Tibidabo è una collina alta 512 metri che domina Barcellona e che ospita il luna park omonimo. 
Sulla collina c'è un piccolo belvedere, dal quale si domina la città catalana, e il Sagrat Cor, una chiesa dedicata al Sacro Cuore costruita dopo una visita di San Giovanni Bosco e terminata nel 1961. Grazie ad un ascensore è possibile raggiungere la parte superiore della chiesa, posta a 575 metri sul livello del mare.
Il Tibidabo deve il suo nome alla vista mozzafiato che si gode dalla sua cima, che ricorda quella descritta nel passo del Vangelo in cui Satana porta Gesù sulla cima di un monte, incitandolo a guardare davanti a sé e dicendogli "ti darò tutto ciò che vedi se mi adorerai". Tibi dabo in latino significa, appunto, "ti darò".

## Altri progetti

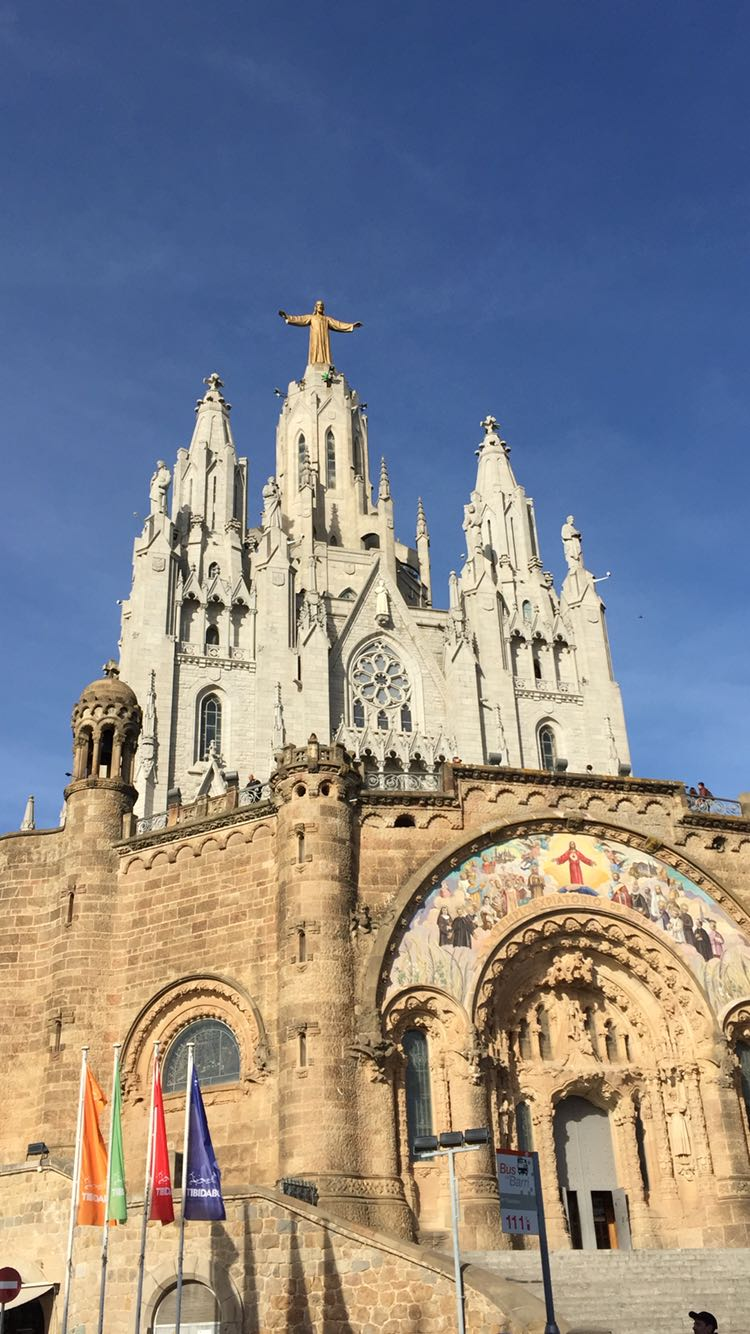
Chiesa dedicata al Sacro Cuore